# AXN White
AXN White este un canal de televiziune deținut de Antenna Entertainment care difuzeaza seriale pentru publicul feminin  . Canalul nu este recomandat copiilor sub 12 ani deoarece sunt scene de violența/nuditate, a fost lansat pe 1 octombrie 2013 și a înlocuit AXN Crime.